# Mahdi Hadavi Tehrani

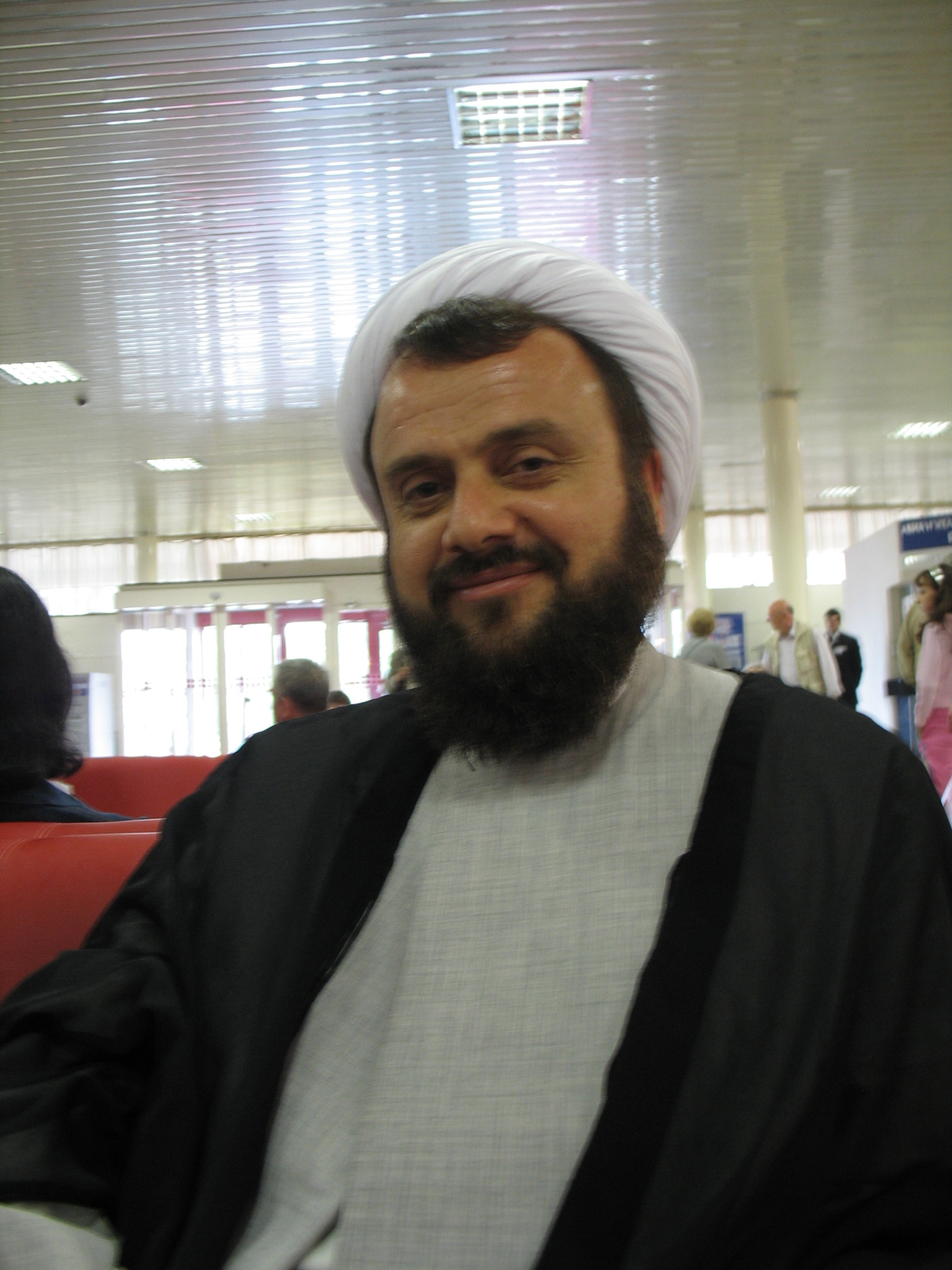
Ayatolla Dr. Mahdi Hadavi Tehrani.

Mahdi Hadavi Tehrani (persiska: مهدی هادوی تهرانی), född 1961 i Teheran, är en iransk ayatolla, shiamuslimsk lärd och författare. Han talar flytande engelska och arabiska och kan franska och tyska till en stor utsträckning. Han har publicerat tio böcker inom logik, rijal (en vetenskap om de personer som återberättat hadith), modern teologi, koraniska vetenskaper, ekonomi, islamiskt politiskt tänkande, principerna i islamisk rättsvetenskap, etik och utbildning. Hemsidan islamquest.net, som svarar på frågor om islam på 14 olika språk, verkar under hans uppsikt.